# Петър Радулов
Петър Георгиев Радулов е български офицер, генерал-майор.

## Биография
Роден е на 23 септември 1933 г. в горноджумайското село Кремен. Повишен в звание генерал-майор през 1983 г. От 1986 до 1989 г. е заместник-началник на тила на Командване Сухопътни войски. Между 1989 и 1990 г. е заместник-началник на тила на българската армия.